# Центр междисциплинарных исследований Вальраса — Парето
Центр междисциплинарных исследований Вальраса — Парето (фр. Сentre d’études interdisciplinaires Walras-Pareto; CWP) — научно-исследовательское учреждение (Швейцария); подразделение Лозаннского университета. Директором Центра является профессор П. Бридель.
Центр регулярно проводит коллоквиумы и семинары, посвященные творчеству Л. Вальраса и В. Парето. Центр участвует в издании Полного собрания экономических сочинений О. и Л. Вальрасов (совместно с Центром Огюста и Леона Вальрасов) и Полного собрания сочинений В. Парето.
В библиотеке Центра находится экономическая часть личной библиотеки В. Парето. Совместно с отделом рукописей Кантональной и университетской библиотекой Лозанны (La Bibliothèque cantonale et universitaire de Lausanne) Центр ведет работы над детальной инвентаризацией архивов Л. Вальраса и В. Парето (включают рукописи, документы и переписку ученых). Центр сотрудничает с парижским Кружком паретианских исследований (Cercle D’études Parétiennes).
Центр также занимается исследованием творчества К. Жюгляра; в частности в 2005 г. совместно с университетом Ниццы Центром была организована международная конференция, посвященная 100-летию со дня смерти ученого.